# Loren Klein
Loren Klein (* 1981 oder 1982) ist ein professioneller US-amerikanischer Pokerspieler. Er ist vierfacher Braceletgewinner der World Series of Poker.

## Pokerkarriere

### Werdegang
Klein nimmt seit 2006 an renommierten Live-Turnieren teil.
Klein war im Juni 2008 erstmals bei der World Series of Poker (WSOP) im Rio All-Suite Hotel and Casino am Las Vegas Strip erfolgreich und kam bei zwei Turnieren der Variante No Limit Hold’em sowie einmal in Pot Limit Omaha in die Geldränge. Mitte Juni 2010 erreichte er seinen ersten WSOP-Finaltisch und wurde bei einem Omaha-Event Zweiter für knapp 200.000 US-Dollar Preisgeld. Im Juli 2012 hatte Klein seinen bisher einzigen Cash beim WSOP-Main-Event und belegte den 248. Platz für knapp 40.000 US-Dollar. Bei der WSOP 2016 gewann er ein Turnier mit gemischten Varianten aus No Limit Hold’em und Pot Limit Omaha und sicherte sich damit sein erstes Bracelet sowie eine Siegprämie von rund 240.000 US-Dollar. Wenige Tage später wurde er bei der Pot-Limit Omaha Championship Zweiter hinter Brandon Shack-Harris für mehr als 550.000 US-Dollar. Im Jahr darauf gewann Klein bei der WSOP 2017 erneut ein Turnier in Pot Limit Omaha und erhielt rund 230.000 US-Dollar sowie sein zweites Bracelet. Ende Juni 2018 siegte er bei der Pot-Limit Omaha Championship der WSOP und wurde damit neben Matt Matros, Allen Cunningham und Robert Mizrachi zum vierten Spieler, der seit dem Pokerboom 2003 in drei aufeinanderfolgenden Jahren jeweils ein Bracelet gewann. Zudem erhielt Klein mit einer Siegprämie von mehr als einer Million US-Dollar sein bisher höchstes Preisgeld. Bei der WSOP 2019 setzte er sich erneut bei einem Event durch und sicherte sich beim Mixed Big Bet eine Siegprämie von knapp 130.000 US-Dollar. Dafür erhielt Klein sein viertes Bracelet und wurde nach Doyle Brunson und Bill Boyd zum dritten Spieler der WSOP-Geschichte, der in vier aufeinanderfolgenden Jahren mindestens ein Turnier gewann.
Insgesamt hat sich Klein mit Poker bei Live-Turnieren mehr als 3 Millionen US-Dollar erspielt.

### Braceletübersicht
Klein kam bei der WSOP 50-mal ins Geld und gewann vier Bracelets:
| Jahr | Buy-in (in $) | Turnier                                | Teilnehmer | Preisgeld (in $) |
| ---- | ------------- | -------------------------------------- | ---------- | ---------------- |
| 2016 | 01.500        | Mixed No-Limit Hold’em/Pot-Limit Omaha | 919        | 0.241.427        |
| 2017 | 01.500        | Pot-Limit Omaha                        | 870        | 0.231.483        |
| 2018 | 10.000        | Pot-Limit Omaha 8-Handed Championship  | 476        | 1.018.336        |
| 2019 | 02.500        | Mixed Big Bet                          | 218        | 0.127.808        |